# Vestitorii primăverii
Vestitorii primăverii este o poezie scrisă de George Coșbuc.

## Legături externe
Textul integral al poeziei.